# LostMagic
LostMagic est un jeu vidéo de RPG développé par Taito et édité par Ubisoft, sorti sur Nintendo DS en 2006. Le joueur joue le rôle d'un jeune homme, Isaac, qui maîtrise la magie et peut contrôler les monstres.

## Trame
Issac perd son père et est alors reçu et élevé par une vieille dame qui lui apprend la magie et les sortilèges.

## Système de jeu
LostMagic est un RPG japonais. Le joueur lance des sortilèges en dessinant directement les runes sur l'écran tactile de la Nintendo DS. En progressant dans le jeu, il devient possible de combiner plusieurs runes entre elles, ce qui laisse au joueur la liberté de découvrir toutes les combinaisons.
Le joueur dispose également d'une armée de monstres dont il contrôle les déplacements sur l'écran tactile.
LostMagic propose des duels online, joueur contre joueur.